# 床九
床九（とこきゅう、1972年7月24日 - ）は、大相撲の床山。本名は斎藤敏夫。東京都稲城市出身。九重部屋所属。現在一等床山を務めている。

## 履歴
- 1990年3月場所 - 採用。
- 1999年以前 - 四等床山。
- 2001年1月場所 - 三等床山に昇進。
- 2011年1月場所 - 二等床山に昇進。
- 2021年1月場所 - 一等床山に昇進。